# План дій партнерства проти тероризму
План дій партнерства проти тероризму (ПАП-Т) (англ. Partnership Action Plan against Terrorism) — механізм, що дозволяє членам НАТО та їх партнерам активізувати співпрацю в області боротьби з тероризмом шляхом політичних консультацій і низки практичних заходів.
План дій — основна платформа для спільних зусиль членів НАТО та країн-партнерів у боротьбі з тероризмом. Він також відображає твердий намір членів НАТО та їхніх партнерів зробити все можливе, щоб євроатлантичне партнерство залишалося активним і відповідало вимогам мінливої міжнародної обстановки.
ПАП-Т — ключова складова програми Партнерство заради миру. Брати участь в ньому було також запропоновано на індивідуальній основі країнам, які співпрацюють з НАТО в рамках програми «Середземноморський діалог» та іншим зацікавленим країнам. Кожна з країн узгоджує рівень своєї участі з НАТО в індивідуальному порядку. Країни-партнери та інші країни, що не входять в НАТО, беруть участь в операціях і навчаннях під керівництвом Північноатлантичного союзу, сприяють боротьбі з тероризмом. Росія і Україна надавали фрегати для участі у військово-морській антитерористичній операції НАТО в Середземному морі Активні зусилля, а країни Середземноморського басейну також надають розвіддані для цієї операції.
План дій сприяє розширенню обміну розвідданими і співпраці в таких областях, як безпека на кордонах, підготовка і навчання, що мають відношення до боротьби з тероризмом, створення сил і засобів для захисту від терористичних нападів та ліквідація їх наслідків.

## Допомога партнерам в їх діях проти тероризму
Країни-партнери та союзники по НАТО проводять зустрічі, присвячені конкретним питанням боротьби з тероризмом, під егідою Політико-військового керівного комітету НАТО. Розробляються програми наставництва з питань, пов'язаних з тероризмом, для обміну конкретним досвідом боротьби з тероризмом. НАТО також сприяє партнерським країнам в дослідженнях щодо захисту інфраструктури та іншим аспектам захисту від тероризму.
Члени НАТО працюють з партнерами в галузі реформування оборонного і силового сектора, перш за все, через механізми ІПДП і Процес планування та аналізу ПЗМ, щоб партнери змогли створити збройні сили, здатні внести вклад у боротьбу з тероризмом — боєздатні, добре оснащені, мають належну структуру і знаходяться під контролем цивільних органів. Завдяки цім механізмам країни-партнери можуть вибрати антитерористичну діяльність як пріоритетний напрямок і в координації з НАТО поставити перед собою відповідні цілі.
Кордони є передовими рубежами захисту від тероризму. В рамках ПАП-Т НАТО і країни-партнери працюють спільно над зміцненням різних аспектів прикордонного контролю і забезпечення безпеки, у тому числі над вирішенням проблеми контрабандної торгівлі. Країни-партнери, які беруть участь в ІПДП, можуть поставити собі цілі в галузі забезпечення безпеки кордонів. Партнери можуть брати участь в курсах на тему забезпечення безпеки кордонів та прикордонного контролю, організовуваних в Школі НАТО в місті Обераммергау (Німеччина) і тренувальних центрах ПЗМ в Туреччині і Греції.

## Співпраця з іншими міжнародними організаціями
По лінії ПАП-Т НАТО співпрацює з низкою міжнародних організацій, а саме з ООН, Євросоюзом, Організацією з безпеки і співробітництва в Європі та Організацією із заборони хімічної зброї.
ООН відіграє важливу роль в заходах міжнародного співтовариства по відношенню до тероризму, зокрема завдяки Антитерористичному комітету ООН. ПАП-Т був переданий до Ради Безпеки ООН, як перший внесок для здійснення резолюції 1373 Ради безпеки ООН.
Представники інших міжнародних організацій регулярно запрошуються на семінари та інші заходи, що організовуються по лінії ПАП-Т.

## Наука і навколишнє середовище
Захист від тероризму — перший з трьох ключових пріоритетів програми «Наука заради миру і безпеки». З тих пір як в 2004 році програма співпраці була переорієнтована на безпеку, було ініційовано понад 230 заходів по ряду пріоритетних напрямків, пов'язаних із захистом від тероризму. Особлива увага приділяється соціальним і психологічним аспектам міжнародного тероризму і його корінним причин. Крім цього, робота ведеться, в тому числі, за такими напрямами:
- Експрес-детекція хімічних, біологічних, радіологічних та ядерних (ХБРЯ) засобів та видів зброї та експрес-діагностика їх впливу на людей;
- Індивідуальний захист від ХБРЯ-засобів, знезаражування і знищення ХБРЯ-засобів і зброї;
- Продовольча безпека;
- Виявлення вибухових речовин;
- Протидія екотероризму;
- Захист від кібертероризму.